# Tour de France 1951
Il Tour de France 1951, trentottesima edizione della Grande Boucle, si svolse in ventiquattro tappe tra il 4 e il 29 luglio 1951, per la lunghezza di 4 692 km. Fu vinto dal passista-scalatore svizzero Hugo Koblet (la vittoria coincise con il suo unico podio della carriera ottenuto al Tour su tre partecipazioni in totale; nelle altre due si ritirò). Koblet vinse la corsa con il tempo di 142h20'14"; al secondo e terzo posto si classificarono i francesi Raphaël Géminiani e Lucien Lazaridès. Fu la seconda edizione (consecutiva) del Tour vinta da un corridore elvetico (nel 1950 si era imposto Ferdi Kübler).
Fausto Coppi, affranto per la morte del fratello Serse, avvenuta al Giro del Piemonte poco tempo prima, espresse la volontà di ritirarsi dal ciclismo professionistico, ma in seguito accettò di presentarsi al via. Estremamente provato, e reduce inoltre da un anno e mezzo di reiterati infortuni di gara, Coppi andò in crisi durante la tappa di Rennes, che riuscì a concludere entro il tempo massimo per pochi secondi. Si riscattò in seguito vincendo la 20ª tappa, con arrivo a Briançon, con una fuga solitaria di 135 km. In classifica generale si piazzò al decimo posto.
Per i colori Azzurri, notevole fu la prova agonistica del potente gregario Biagioni: trionfatore in due tappe, riuscì a vestire la maglia gialla nella Paris-Caen, da lui vinta, facendo bis nel tappone pirenaico dell'Aubisque con arrivo a Tarbes. Dotato di buon 'fondo', Biagioni, durante il prosieguo della corsa, patì soprattutto il delinearsi di contrasti fra tattiche degli assi della nostra Nazionale in opposizione con quelli della direzione tecnica della squadra azzurra, che gli fecero mancare gli adeguati sostegni per competere anche per la vittoria finale.

## Tappe
| Tappa  | Data      | Percorso                                          | km    | Vincitore di tappa | Leader cl. generale |
| ------ | --------- | ------------------------------------------------- | ----- | ------------------ | ------------------- |
| 1ª     | 4 luglio  | Metz > Reims                                      | 185   | Giovanni Rossi     | Giovanni Rossi      |
| 2ª     | 5 luglio  | Reims > Gand (BEL)                                | 228   | Jean Diederich     | Jean Diederich      |
| 3ª     | 6 luglio  | Gand (BEL) > Le Tréport                           | 219   | Georges Meunier    | Jean Diederich      |
| 4ª     | 7 luglio  | Le Tréport > Parigi                               | 188   | Roger Lévêque      | Jean Diederich      |
| 5ª     | 8 luglio  | Parigi > Caen                                     | 215   | Serafino Biagioni  | Serafino Biagioni   |
| 6ª     | 9 luglio  | Caen > Rennes                                     | 182   | Edouard Muller     | Roger Lévêque       |
| 7ª     | 10 luglio | La Guerche > Angers (cron. individuale)           | 85    | Hugo Koblet        | Roger Lévêque       |
| 8ª     | 11 luglio | Angers > Limoges                                  | 241   | André Rosseel      | Roger Lévêque       |
|        | 12 luglio | giorno di riposo                                  |       |                    |                     |
| 9ª     | 13 luglio | Limoges > Clermont-Ferrand                        | 236   | Raphaël Géminiani  | Roger Lévêque       |
| 10ª    | 14 luglio | Clermont-Ferrand > Brive-la-Gaillarde             | 216   | Bernardo Ruiz      | Roger Lévêque       |
| 11ª    | 15 luglio | Brive-la-Gaillarde > Agen                         | 177   | Hugo Koblet        | Roger Lévêque       |
| 12ª    | 16 luglio | Agen > Dax                                        | 233   | Wim van Est        | Wim van Est         |
| 13ª    | 17 luglio | Dax > Tarbes                                      | 201   | Serafino Biagioni  | Gilbert Bauvin      |
| 14ª    | 18 luglio | Tarbes > Luchon                                   | 178   | Hugo Koblet        | Hugo Koblet         |
| 15ª    | 19 luglio | Luchon > Carcassonne                              | 213   | André Rosseel      | Hugo Koblet         |
| 16ª    | 20 luglio | Carcassonne > Montpellier                         | 192   | Hugo Koblet        | Hugo Koblet         |
|        | 21 luglio | giorno di riposo                                  |       |                    |                     |
| 17ª    | 22 luglio | Montpellier > Avignone                            | 224   | Louison Bobet      | Hugo Koblet         |
| 18ª    | 23 luglio | Avignone > Marsiglia                              | 173   | Fiorenzo Magni     | Hugo Koblet         |
| 19ª    | 24 luglio | Marsiglia > Gap                                   | 208   | Armand Baeyens     | Hugo Koblet         |
| 20ª    | 25 luglio | Gap > Briançon                                    | 165   | Fausto Coppi       | Hugo Koblet         |
| 21ª    | 26 luglio | Briançon > Aix-les-Bains                          | 201   | Bernardo Ruiz      | Hugo Koblet         |
| 22ª    | 27 luglio | Aix-les-Bains > Ginevra (CHE) (cron. individuale) | 98    | Hugo Koblet        | Hugo Koblet         |
| 23ª    | 28 luglio | Ginevra (CHE) > Digione                           | 197   | Germain Derycke    | Hugo Koblet         |
| 24ª    | 29 luglio | Vichy > Parigi                                    | 354   | Adolphe Deledda    | Hugo Koblet         |
| Totale | Totale    | Totale                                            | 4 692 |                    |                     |

## Squadre e corridori partecipanti
| N.    | Cod. | Squadra     |
| ----- | ---- | ----------- |
| 1-8   | CHE  | Svizzera    |
| 13-24 | ITA  | Italia      |
| 25-36 | BEL  | Belgio      |
| 37-48 | FRA  | Francia     |
| 49-56 | LUX  | Lussemburgo |
| 57-64 | NLD  | Paesi Bassi |

| N.      | Cod. | Squadra                  |
| ------- | ---- | ------------------------ |
| 73-84   | PAR  | Parigi                   |
| 85-96   | INO  | Île-de-France Nord-Ovest |
| 97-108  | ESE  | Est-Sud Est              |
| 109-120 | OSO  | Ovest-Sud Ovest          |
| 121-128 | NAF  | Nord Africa              |

## Resoconto degli eventi
Al Tour 1951 parteciparono 123 corridori, dei quali 66 giunsero a Parigi.
Il trionfatore del Tour 1951 Hugo Koblet fu il leader della classifica generale alla fine delle ultime undici tappe sul totale di ventiquattro frazioni. Fu anche il corridore a vincere il maggior numero di tappe in questa edizione: cinque su ventiquattro.
Per Koblet, secondo elvetico vincente al Tour dopo Ferdi Kübler (campione uscente in virtù del trionfo nell'edizione del 1950), questa sarà non solo l'unica vittoria nell'unico podio ottenuto in carriera al Tour, ma anche l'unica volta che giunse al traguardo di Parigi; infatti, nelle altre sue due partecipazioni alla Grande Boucle (1953 e 1954) sarà costretto al ritiro.

## Classifiche finali

### Classifica generale - Maglia gialla
| Pos. | Corridore         | Squadra     | Tempo      |
| ---- | ----------------- | ----------- | ---------- |
| 1    | Hugo Koblet       | Svizzera    | 142h20'14" |
| 2    | Raphaël Géminiani | Francia     | a 22'00"   |
| 3    | Lucien Lazaridès  | Francia     | a 24'16"   |
| 4    | Gino Bartali      | Italia      | a 29'09"   |
| 5    | Stan Ockers       | Belgio      | a 32'53"   |
| 6    | Pierre Barbotin   | Francia     | a 36'40"   |
| 7    | Fiorenzo Magni    | Italia      | a 39'14"   |
| 8    | Gilbert Bauvin    | Est-Sud Est | a 45'53"   |
| 9    | Bernardo Ruiz     | Spagna      | a 45'55"   |
| 10   | Fausto Coppi      | Italia      | a 46'51"   |

### Classifica scalatori
| Pos. | Corridore         | Squadra  | Punti |
| ---- | ----------------- | -------- | ----- |
| 1    | Raphaël Géminiani | Francia  | 66    |
| 2    | Gino Bartali      | Italia   | 59    |
| 3    | Hugo Koblet       | Svizzera | 41    |
| 3    | Bernardo Ruiz     | Spagna   | 41    |
| 3    | Fausto Coppi      | Italia   | 41    |

### Classifica a squadre
| Pos. | Squadra         | Punti      |
| ---- | --------------- | ---------- |
| 1    | Francia         | 426h47'36" |
| 2    | Belgio          | a 44'37"   |
| 3    | Italia          | a 1h22'16" |
| 4    | Est-Sud Est     | a 1h48'00" |
| 5    | Ovest-Sud Ovest | a 2h15'38" |